# Ogmophora
Ogmophora is een geslacht van kevers uit de familie van de loopkevers (Carabidae). De wetenschappelijke naam van het geslacht is voor het eerst geldig gepubliceerd in 1896 door Tschitscherine.

## Soorten
Het geslacht Ogmophora is monotypisch en omvat slechts de volgende soort:
- Ogmophora peringueyi (Tschitscherine, 1896)